# GSP Fortuna
GSP Fortuna – самопідіймальна бурова установка.

## Загальні відомості
Установку, яка відноситься до розробленого компанією Friede & Goldman типового проекту L-780 (Mod II), спорудили як George H. Galloway у 1984 році у Буенос-Айресі на верфі Corrientes Shipyard (група Astilleros Corrientes). Замовником виступила компанія Reading and Bates, яка на початку 2000-х роках була приєднана до одного з світових лідерів офшорного буріння Transocean. В 2011-му судно викупила румунська компанія Grup Servicii Petroliere (GSP), що перейменувала його у GSP Fortuna (можливо відзначити, що раніше у GSP вже була самопідіймальна установка Fortuna, але її в другій половині 2000-х продали іранцям).
За своїм архітектурно-конструктивним типом судно відноситься до самопідіймальних (jack-up). Воно має три опори довжиною по 127 метрів та здатне працювати при глибинах моря до 91 метра. Роботи провадяться при максимальній висоті хвиль до 7,5 метрів та швидкості вітра до 50 вузлів. Судно здатне витримувати шторм при максимальній висоті хвиль до 15 метрів та швидкості вітра до 100 вузлів.
Розміщена на борту бурова установка Varco E-3000 потужністю 2000 кінських сил дозволяє здійснювати спорудження свердловин глибиною 7,6 км. 
Силова установка GSP Fortuna базується на 2 двигунах EMD 16-645-E8 загальною потужністю 3,2 МВт та одному двигуні EMD 12-645-E8 потужністю 1,2 МВт. Крім того, існує один аварійний двигун Caterpillar C-18 потужністю 0,43 МВт.
Судно є несамохідним, тому пересування до місця виконання робіт повинне здійснюватись шляхом буксирування.
На борту може проживати 98 осіб (не рахуючи 1 місця у госпіталі).
GSP Fortuna має майданчик для гелікоптерів діаметром 21,3 метра, призначений для прийому машин типу Sikorski S-61.

## Служба судна
З серпня 1985 по вересень 1991 роки George H. Galloway виконувала завдання для компанії Amoco у економічній зоні Тринідаду. У грудні 1991-го установка спорудила біля південного узбережжя Тринідаду свердловину для компанії Mobil, після чого знову узялась за роботи для Amoco. Втім, вже у третьому кварталі 1992-го George H. Galloway вирушила з Тринідаду для роботи у інтересах венесуельської компанії Lagoven.
Станом на початок 2001 рік установка перебувала у належному США секторі Мексиканської затоки, а до кінця 2004-го встигла попрацювати у зовсім іншому регіоні – в італійському секторі Адріатичного моря (відомо, що тут вона взяла участь у бурінні цілого ряду свердловин на родовищі Гарібальді).
В 2011-му, після придбання установки румунською компанією, вона певний час знаходилась на турецькій верфі у Тузлі. В цей час бажання викупити її виявили в Ірані, причому через перебування цієї країни під санкціями планувалось провести операцію перепродажу із допомогою турецького посередника. Після кількох раундів перемовин компанія GSP відмовилась від угоди через вимоги іранської сторони знизити ціну (що, втім, не завадило турецькому посереднику укласти угоду з іранцями та отримати від них 87 млн доларів США, так і не постачивши взамін нічого).
До середини 2013-го  GSP Fortuna пройшла капітальний ремонт вартістю 12 млн доларів США у грецькій Кавалі, після чого установка узялась за виконання робіт на грецькому ж офшорному нафтовому родовищі Прінос. Доправлення установки з порту Philippos B до родовища очолював буксир Christos XXIII, а допомагати під час виконання завдань мало судно постачання GSP Licorn. На Пріносі GSP Fortuna пробурила свердловини PB-23 ST-1 (боковий стовбур, призначений для нагнітання води) та PB-34 (видобувна свердловина, введення якої дозволило збільшити видобуток на родовищі з 850 до 2300 барелів на добу). Первісно також планувалось, що GSP Fortuna спорудить свердловини PA-37 та PN-H4 (остання призначалась для родовища Прінос-Північ), проте їх у підсумку пробурили за допомогою бурового тендеру Energean Force (придбаний для обслуговування власних потреб компанією Energean, яка й здійснює розробку родовищ басейну Прінос).
На початку 2014-го GSP Fortuna знову повернулась до західної півкулі та розпочала роботу в Мексиканській затоці для мексиканської державної компанії Pemex, з якою уклали контракт на 2,5 роки (можливо відзначити, що на той час для Pemex вже працювало дві інші установки тієї ж румунської компанії – GSP Atlas та GSP Orizont). При цьому GSP Fortuna спершу задіяли на нафтовому родовищі Тсімін.